# Бадберген
Бадберген (нем. Badbergen) — община в Германии, в земле Нижняя Саксония.
Входит в состав района Оснабрюк. Подчиняется управлению Артланд.  Население составляет 4563 человека (на 31 декабря 2010 года). Занимает площадь 79,11 км².
Коммуна подразделяется на 9 сельских округов.
| Год  | Население |
| ---- | --------- |
| 1990 | 4092      |
| 1995 | 4279      |
| 2000 | 4550      |
| 2005 | 4547      |
| 2010 | 4560      |